# Dead-time
Dead-time, som är mycket likt bullet-time (och ofta misstas för att vara bullet-time), är en effekt, där tiden verkas stanna helt och kameran (eller kamerorna) rör sig i en vinkel runt en viss person. Oftast så krävs det att klippet "jämnas ut" i en dator, eller göra om det många gånger, fast med olika vinklar varje gång.
För närvarande (2005) finns det endast ett fåtal filmer som använder sig av effekten (till exempel filmen The Matrix Reloaded från 2003, i scenen då Neo slåss mot Agent Smith).